# Ка ди Ђорђи (Болоња)
Ка ди Ђорђи је насеље у Италији у округу Болоња, региону Емилија-Ромања.
Према процени из 2011. у насељу је живело 8 становника. Насеље се налази на надморској висини од 431 м.